# Олимпийский комитет Таджикистана
Национальный олимпийский комитет Республики Таджикистан (тадж. Кумитаи миллии Олимпии Тоҷикистон) — организация, представляющая Таджикистан в международном олимпийском движении. Основан в 1992 году; зарегистрирован в МОК в 1993 году.
Штаб-квартира расположена в Душанбе. Является членом Международного олимпийского комитета, Олимпийского совета Азии и других международных спортивных организаций. Осуществляет деятельность по развитию спорта в Таджикистане.